# Enema of the State
Enema of the State — trzeci studyjny album zespołu Blink-182, nagrany i wydany w 1999.
Album ten odniósł wielki sukces w USA, a poppunkowe brzmienie przyciągnęło jeszcze więcej miłośników zespołu. Zespół zyskał rozgłos, a teledyski do piosenek: "What's My Age Again?" i "All The Small Things" często ukazywały się w programach muzycznych takich jak MTV. Płyta sprzedała się w 7,5 milionowym nakładzie. Dzięki wydaniu tej płyty zespół został dostrzeżony w Europie i dostał nagrodę MTV Europe Awards w kategorii Best New Act.
Płytą poprzedzającą było demo pod tytułem Enema of the State Demo. Demo było zbiorem wszystkich piosenek, pochodzących z czasów, kiedy w zespole był perkusista Scott Raynor. Demo zawiera wiele piosenek, które później zostały wydane na Enema of the State. Jednak dwa utwory nie znalazły się na Enema of the State: Man Overboard znalazł się na albumie koncertowym The Mark, Tom, and Travis Show (The Enema Strikes Back!), oraz Life's So Boring, który nie został opublikowany na żadnym albumie. Zespół nagrał studyjną wersję swojej popularnej piosenki żart "Family Reunion" podczas sesji Enema of the State. Wersję można znaleźć na kompilacji Short Short Music for People.

## Lista utworów
1. "Dumpweed" – 2:23
2. "Don't Leave Me" – 2:23
3. "Aliens Exist" – 3:13
4. "Going Away To College" – 2:59
5. "What's My Age Again?" – 2:28
6. "Dysentery Gary" – 2:45
7. "Adam's Song" – 4:09
8. "All The Small Things" – 2:48
9. "The Party Song" – 2:19
10. "Mutt" – 3:23
11. "Wendy Clear" – 2:50
12. "Anthem" – 3:37

## Single
- "What's My Age Again?" (1999)
- "All the Small Things" (1999)
- "Adam's Song" (1999)